# Estigmene vittata
Estigmene vittata là một loài bướm đêm thuộc phân họ Arctiinae, họ Erebidae.